# Socha Poutníka
Již zaniklá socha Poutníka, někdy zvána též Turista, se nacházela na Výšině přátelství v karlovarských lázeňských lesích v horní části strmé cesty od hotelu Pupp k dnešní rozhledně Diana. Stála zde od roku 1912 do období po druhé světové válce, kdy kolem roku 1950 zmizela.

## Karlovarský Wandererklub
Karlovarský Wandererklub, něm. Karlsbader Wanderer Club (psáno též Wanderer-Club), byl založen 25. dubna 1862 jako zřejmě první turistický klub v Čechách. Iniciátoři založení byli ovšem Němci, rakouští občané, v čele s Heinrichem Angerem, majitelem karlovarské restaurace Sanssouci (nyní Galerie umění).

## Historie sochy

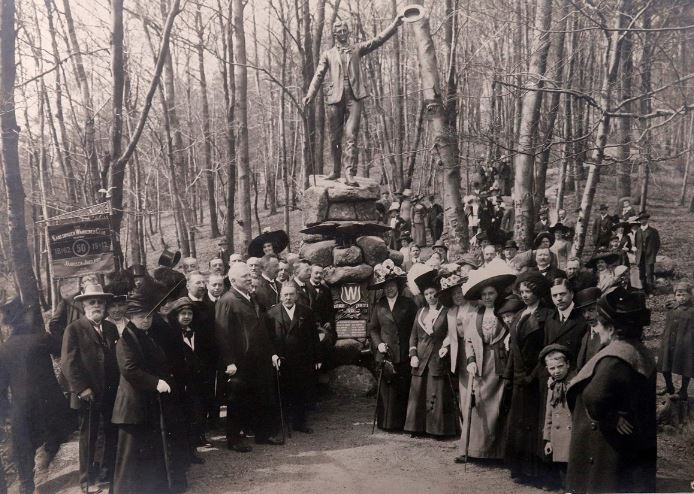
Odhalení sochy, Karlovy Vary, 1912

### Založení a odhalení
Socha Poutníka byla představena veřejnosti v roce 1912 u příležitosti 50. výročí činnosti klubu Wandererklub. K slavnostnímu odhalení došlo pod vrcholem Výšiny přátelství za projevů karlovarského starosty Josefa Pfeifera a významného regionálního národopisce Josefa Hofmanna.
Poutník zdravil návštěvníky karlovarských lázeňských lesů necelých 40 let. Po konci druhé světové války kolem roku 1950 byla socha stržena, stejně jako řada dalších památek, které připomínaly německé obyvatelstvo regionu.

### Umístění a popis
Pomník stával v ostrém záhybu horní části cesty vedoucí od hotelu Pupp na vrchol Výšiny přátelství (něm. Freundschaftshöhe). Dnes (2022) zde vede modrá turistická značka, evropská dálková trasa E3.
Pomník tvořila kamenná pyramida, na níž stála v nadživotní velikosti litinová socha kráčejícího turisty, který kloboukem v levici zdravil kolemjdoucí výletníky. Sochu odlily Blanenské slévárny a její výtvarná úroveň byla vysoce ceněna.

## Odkrytí sochy v roce 1988
Od padesátých let dvacátého století zůstala na místě sochy jen pyramida z kamenů. V roce 1988 v souvislosti s nadcházejícím 100. výročím založení Klubu českých turistů se oživily vzpomínky pamětníků a zájem o Poutníka vzrostl. Byla zde naděje, že socha je zakopána v blízkém okolí. Skupina šesti nadšenců s nestorem karlovarské vlastivědy Karlem Nejdlem se rozhodla pokusit se o její nové vztyčení a zdůraznit tak turistickou tradici bez nacionálních stínů. Sochu tehdy parta přátel hledala dlouho. Za pomoci pamětníka se podařilo určit místo ukrytí. Proces však nebyl jednoduchý, neboť ještě neexistovaly hledačky kovů. Hodiny byl prozkoumáván terén, zkoušely se různé sondy a zpočátku bylo vše marné. Až dne 9. dubna 1988 menší sonda přibližně jeden metr pod zemí odhalila hledanou plastiku, ovšem rozbitou na desítky kusů. Výsledek zněl – tělo je neopravitelné.
Nález byl svým způsobem zklamáním, marná byla i snaha vystopovat model či nákresy sochy u výrobce – Blanenských sléváren. Na druhé straně však nález uvedl na správnou míru letité dohady a tradované omyly. Nakonec byly jednotlivé díly důsledně fotograficky zdokumentovány a nalezené kusy znovu uloženy do země.

## Vyzvednutí fragmentů sochy v roce 2018
Po třiceti letech od odkrytí fragmentů sochy se karlovarští historici, archeologové a jejich přátelé rozhodli torzo Poutníka ze země znovu vyzvednout. Učinili tak v listopadu 2018 a nalezené části převezli do karlovarského muzea. Podle archeologa Jiřího Klsáka se po třiceti letech možnosti změnily a snahou je, aby se s torzem sochy mohli seznámit i lidé.